# Ja jestem już taka
Ja jestem już taka – album koncertowy Violetty Villas będący reedycją płyty Laleczka z nową szatą graficzną. Nagrań dokonano podczas koncertu Villas w Operetce Warszawskiej 23 stycznia 1993 roku.

## Spis utworów
1. Laleczka 7'11
2. List do Matki 6'51
3. W Lewinie koło Kudowy 6'00
4. Ja śpiewam piosenki 6'44
5. Melancholia 5'28
6. Szczęście 8'03
7. Oczy czarne 6'11
8. Pocałunek ognia 6'43
9. Jak w serenadzie 8'07
10. Przyjdzie na to czas 5'26
11. Miłością znów żyję 5'19
12. Ja jestem już taka 3'55